# 非弹性碰撞

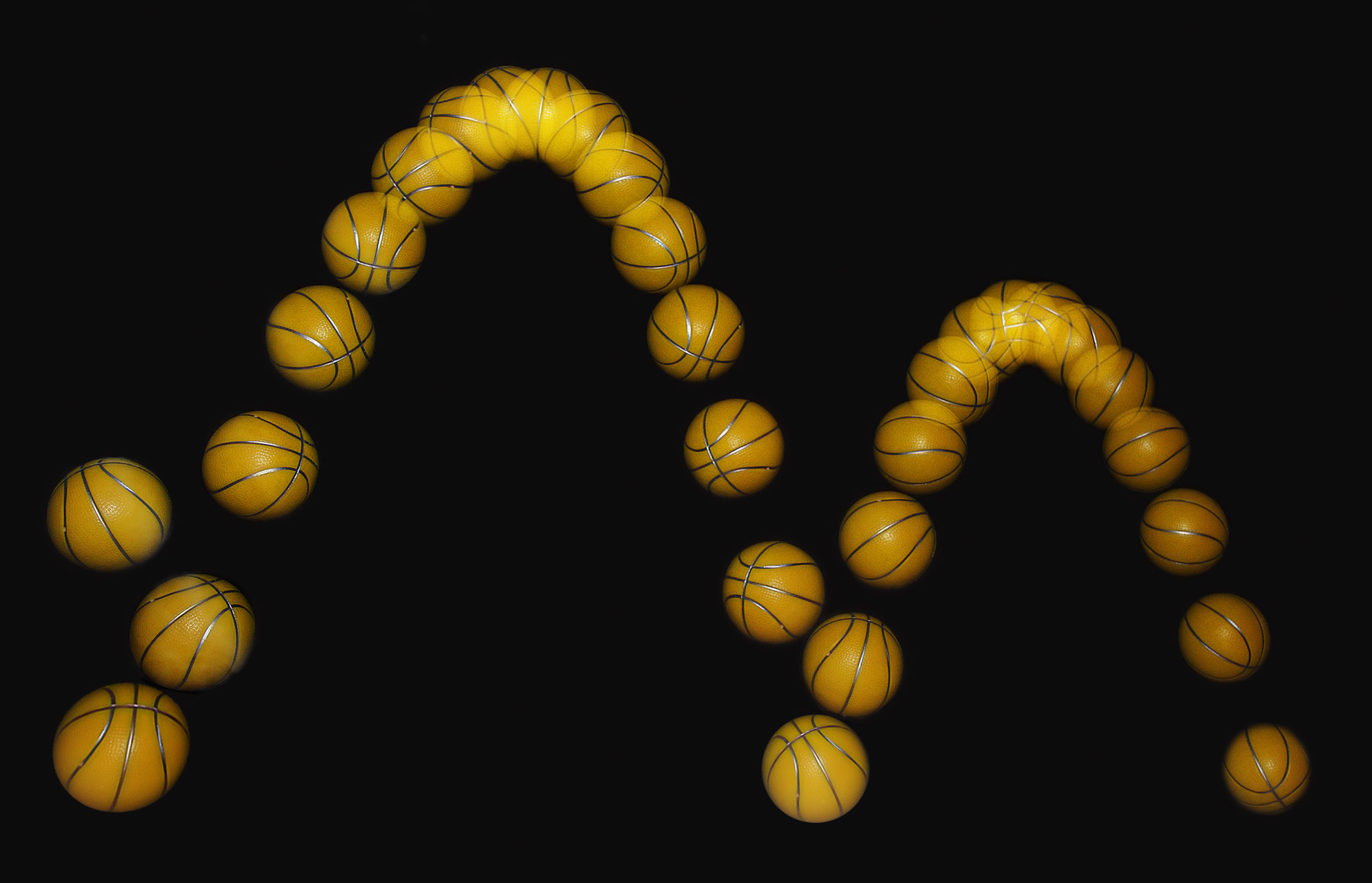
一个球碰撞地面的弹跳运动，用頻閃觀測器闪光以1秒25画面拍攝出。忽略空气阻力，球碰撞地面前後，运动高度的比率，取平方根，可求得这球与地面的恢复系数。

非弹性碰撞是指碰撞后整个系统的部分动能转换成至少其中一碰撞物的内能，使整个系统的动能无法守恒，但它们仍遵守动量守恒定律的一类碰撞。
非弹性碰撞的恢复系数e小于1，等于0时为完全非弹性碰撞，此时两物体将粘在一起，系统动能损失最大。
在宏观物体的碰撞中，部分动能将转换成原子振动的能量，造成热的效应。气体或液体的分子间的碰撞也可以是非弹性碰撞，使振动和旋转的能级改变。
在原子核物理学，一个非弹性碰撞是指一个粒子碰撞原子核并使其破裂。大的非弹性散射是探索亚原子结构的一个方法。卢瑟福就利用了非弹性散射（卢瑟福散射）来探索原子的结构。
這個方程描述是一個完全非彈性碰撞：
{\displaystyle m_{1}\mathbf {v_{1,i}} +m_{2}\mathbf {v_{2,i}} =\left(m_{1}+m_{2}\right)\mathbf {v_{f}} }

完全非彈性碰撞

兩個物體 m1 和 m2 各具有初始速度 v1,i 和 v2,i 交互碰撞後可得到最後的速度為

{\displaystyle v_{f}={\frac {m_{1}v_{1,i}+m_{2}v_{2,i}}{m_{1}+m_{2}}}}

## 實例
- 一直搖晃包巧克力的小熊餅乾，最後開封後得到一團巧克力球，是因為搖晃過程中動能轉化成熱能讓巧克力融化，並且使餅乾變成小碎片。